# César (chanson)
Singles de Black M
À la base
(2021) N.S.E.G.
(2021)
César est un single du chanteur français Black M en featuring avec Gims, sorti le 22 janvier 2021 sur le label Wati B. Il est le troisième extrait de l'album gratuit Alpha Pt.1.
Le titre vient d'une maquette inachevée nommée Bouge comme César.
Version revue et corrigée de la comptine "Savez-vous planter les choux ?"

## Clip vidéo
Le clip est sorti le même jour que la chanson et a été réalisé par Aldo Hacheme. Au début du clip, on y voit une femme demander à Amazon Alexa de lancer la chanson Cesar.

## Classements hebdomadaires
| Classements (2021)              | Meilleure position |
| ------------------------------- | ------------------ |
| France (SNEP)                   | 32                 |
| Belgique (Wallonie Ultratip 50) | 34                 |